# Citroën REVOLTe
De Citroën REVOLTe is een conceptauto van het Franse merk Citroën. De auto maakte zijn debuut tijdens de Internationale Automobilausstellung van 2009.

## Styling
Volgens Citroën is het uiterlijk van de auto gebaseerd op de populaire Citroën 2CV. De REVOLTe beschikt over 'suicide doors'. Het is nog niet bekend hoeveel van de design elementen hun weg zullen vinden naar het productiemodel.

## Techniek
De REVOLTe is een plug-inhybride. De auto beschikt over zowel een verbrandingsmotor als een elektromotor. De accu's worden opgeladen tijdens het rijden, via zonnecellen op het dak maar voornamelijk via het stopcontact. De technische details over de motor en de aandrijving van de auto zijn nog niet bekendgemaakt door Citroën.